# ホッキョクオオカミ
ホッキョクオオカミ（学名：Canis lupus arctos）とは、北極圏周辺に棲息するオオカミの亜種の1つである。

## 分布
グリーンランド北部と東部、クイーンエリザベス諸島、バンクス島、ビクトリア島、ユーラシア大陸の北極圏（カナダ北部、スコットランド北部等）

## 形態
ホッキョクオオカミは、ハイイロオオカミより一般的には小さい。オスの大きさは、メスに比べて大きく肩まで約60～80センチメートル、重さは45kgである。さらに成獣したオスは約80キログラムにも及ぶ。

## 生態
飼育下での寿命は最大18年。野生の中での平均寿命は、7年から10年程度である。オオカミは獰猛な動物と考えられがちだが、本種はオオカミの中で比較的穏やかな性格である。

### 食性
他のオオカミの同様で、トナカイ、ジャコウウシ、ホッキョクウサギを狩るほか、レミング、ヘラジカ、魚、セイウチなどを食べる。冬になるとトナカイを求め、広範囲（約2600平方キロメートル）を彷徨うことがある。

### 繁殖
ホッキョクオオカミが棲息する土壌は永久凍土のために掘るのが困難。そのため、一般的なオオカミより約1か月遅れている。5月下旬から6月上旬の間にメスのオオカミは2頭から3頭の子供を産む。

## 動物園
2024年、那須どうぶつ王国で子供が生まれた。